# 苏门答腊风暴
苏门答腊风暴是一种发生在马来西亚西海岸，由巴生港口至柔佛南部的龟咯的风暴。苏门答腊风暴一般发生在西南季候风和东北季候风的交换期，即每年的5月至8月。
此风暴来临时通常伴随着强风暴雨，闪电打雷，有时甚至会恶化为风灾，造成财物损失，一般发生在炎热的午后。